# Ours (chanteur)
 (mai 2014).
Si vous disposez d'ouvrages ou d'articles de référence ou si vous connaissez des sites web de qualité traitant du thème abordé ici, merci de compléter l'article en donnant les références utiles à sa vérifiabilité et en les liant à la section « Notes et références ».
Pour les articles homonymes, voir Ours (homonymie).
Ours, de son vrai nom Charles Souchon, est un chanteur français, né en 1978 à Boulogne-Billancourt. Il est le second fils d'Alain Souchon et le frère cadet de Pierre Souchon,.

## Biographie

### Années 2000
Après de courtes études de graphisme, il a créé plusieurs sites internet dont celui de son père, le chanteur Alain Souchon.[réf. nécessaire] En 2007, il signe son premier album, Mi, dont le premier extrait est le titre Le Cafard des fanfares. Il remporte le prix de l'Union nationale des auteurs et compositeurs (UNAC) 2008 pour la chanson de l'année et il est également nommé au prix Constantin 2007. Il est aussi Coup de cœur de l'académie Charles-Cros et lauréat du Fonds d'action et d'initiative rock (FAIR) 2008. Ours part alors sur la route pour plus de 170 concerts.
Il fait la première partie des concerts de la chanteuse Vanessa Paradis (au palais des Sports de Metz le 26 octobre 2007, au Zénith de Paris le 13 novembre 2007, à la halle Tony-Garnier de Lyon le 29 novembre 2007, à Genève le 30 novembre 2007 et à Bercy le 19 décembre 2007), de la chanteuse de variété Zazie, ou encore du groupe folk Tryo.[réf. nécessaire]
En octobre 2009, il forme un duo avec la chanteuse Lily Allen avec le titre 22 (Vingt-deux), version réservée au public français de la chanson 22 (Twenty Two). En 2010, il participe, aux côtés de son père Alain Souchon et de Vanessa Paradis, au conte musical Docteur Tom ou la Liberté en cavale diffusé sur France 2 pour les fêtes de Noël.[réf. nécessaire]

### Années 2010
En avril 2011, il sort son deuxième disque El, titre puzzle et suite logique de son premier album Mi (Mi + El forment ainsi le mot miel.
Ours a également composé plusieurs œuvres musicales pour le théâtre subventionné avec son complice Lieutenant Nicholson (Nicolas Voulzy) :
- Le Talentueux Mr Ripley en 2003 mise en scène de T. Harcourt ;
- Quelqu'un va venir en 2004 et Hiver 2009 avec Nathalie Baye et Pascal Bongard de Jon Foss, mises en scène par Jérémie Lippmann ;
- L'Affaire de la rue Lourcine de Labiche, mise en scène de Jérémie Lippmann ;
- Je l'aimais mise en scène par Patrice Leconte.

En 2012 il participe au duo Please avec June et David McNeil, un hommage à Paul McCartney avec le titre Please Mr McCartney.
Il chante en duo avec Ornette sur le titre Avec nous (Put Your Hands Up). Il chante en duo avec Scotch et Sofa] sur le titre Ça se.
En 2013, il participe au projet Village avec Bibi Tanga, Lieutenant Nicholson, DjeuhDjoah, Jacques Daoud, David Donatien et Mathieu Péquériau. Le collectif part au Mali pour fêter la vitalité de Bamako, en allant à la rencontre de musiciens maliens tel que Vieux Farka Touré. En plus d'un concert donné à l’Institut français de Bamako, l’enregistrement d'un album a eu lieu au studio Bogolan.
Ours compose ou écrit pour d'autres artistes tels que Hollysiz (Daisy Duke), le célèbre slameur du 93 Grand Corps Malade (La traversée en duo avec Francis Cabrel), Daby Touré, Ben Ricour, Claire Keim (Ça dépend), Pierre Souchon et la chanteuse Zaz.
En 2014, il intègre la distribution du Soldat Rose 2, conte musical composé par Francis Cabrel et écrit par Pierre-Dominique Burgaud. Il incarne un des deux canards en plastique avec son frère Pierre Souchon. Il chante aussi La vie d'écolier sur l'album Enfantillages 2 d'Aldebert.
En 2018, il participe activement à l'album Ne rien Faire, de Pauline Croze.

### Années 2020
Le 20 mars 2023, il est à l'affiche du concert annuel 2 Générations chantent pour la 3ème à l'Olympia de Paris, réalisé par la fondation « Recherche Alzheimer » au profit de la recherche sur la maladie d'Alzheimer.

## Discographie
Autres enregistrements sur CD :
- 2009 :
  - It's Not Me, It's You de Lily Allen (version française) sur le titre 22 (Vingt-Deux) en duo avec Lily Allen
- 2012 :
  - Crazy Friends EP de Ornette sur le titre Avec nous (Put your hands up)
  - Par petits bouts de Scotch et Sofa avec le titre Ça se
- 2013 :
  - Le Soldat rose 2 en duo avec son frère Pierre Souchon sur Les Canards en plastique
  - Enfantillages 2 d'Aldebert avec le titre La vie d'écolier
- 2016 :  Si je suis fou sur l'album Balavoine(s)
- 2019 :  Déjà Venise en duo avec Clio avec le titre Sous l'Averse [4]
- 2021 :
  - Le marin en trio avec Pierre Souchon et Alain Souchon pour la compilation (Nouvelle) Collection d'Alain Souchon
  - 24 heures et des poussières, duo sur l'album Dare-Dare de Saule